# Municipio de Mahomet
El municipio de Mahomet (en inglés: Mahomet Township) es un municipio ubicado en el condado de Champaign en el estado estadounidense de Illinois. En el año 2010 tenía una población de 12 623 habitantes y una densidad poblacional de 146,64 personas por km².

## Geografía
El municipio de Mahomet se encuentra ubicado en las coordenadas 40°11′4″N 88°24′27″O / 40.18444, -88.40750. Según la Oficina del Censo de los Estados Unidos, el municipio tiene una superficie total de 86.08 km², de la cual 85,34 km² corresponden a tierra firme y (0,86 %) 0,74 km² es agua.

## Demografía
Según el censo de 2010, había 12 623 personas residiendo en el municipio de Mahomet. La densidad de población era de 146,64 hab./km². De los 12 623 habitantes, el municipio de Mahomet estaba compuesto por el 95,23 % blancos, el 0,98 % eran afroamericanos, el 0,15 % eran amerindios, el 1,5 % eran asiáticos, el 0,66 % eran de otras razas y el 1,48 % eran de una mezcla de razas. Del total de la población el 2,03 % eran hispanos o latinos de cualquier raza.